# Taciana de Roma
Santa Taciana ou Santa Taciana de Roma (Roma, entre 222 ou 235 – Roma, 250) foi uma mártir cristã, durante o reinado do imperador Alexandre Severo. Ela era uma diaconisa da igreja primitiva.

## História
A Virgem Santa Mártir Taciana nasceu em uma ilustre família patrícia romana, e seu pai foi eleito cônsul por três vezes. Ele era secretamente um cristão e levantava sua filha para se dedicar a Deus e na Igreja, algo que era proibido no Império Romano. Quando chegou à idade adulta, Taciana decidiu permanecer virgem, tornando-se noiva de Cristo. Desprezando as riquezas mundanas, ela procurou em vez da riqueza imperecível do céu. Ela foi ordenada diaconisa em uma das igrejas romanas e serviu a Deus em jejum e oração, cuidando dos doentes e ajudando os necessitados.
Conta a lenda quando Roma foi governada por dezesseis anos, por Alexandre Severo entre 222-235, todo o poder estava concentrado nas mãos do regente Ulpiano, um feroz inimigo e perseguidor dos cristãos. Taciana foi descoberta e presa, foi levada para o templo de Apolo e forçada a oferecer sacrifícios aos ídolos. A santa começou a rezar, e de repente houve um terremoto. As estátuas foram quebradas em pedaços, e parte do templo desabou, caindo sobre os sacerdotes pagãos. Os demônios que habitam os ídolos fugiram gritando do templo, os presentes viram sua sombra voando pelos ares.
Os pagãos, em seguida arrancaram os olhos com ganchos da santa virgem, mas ela resistiu bravamente a tudo, rezando por seus algozes que o Deus abrisse seus olhos espirituais. Deus ouviu a oração de sua serva, quando os carrascos viram quatro anjos ao redor da santa. Uma voz se ouviu do céu falar com a Virgem Santíssima, então oito homens acreditaram em Cristo e caíram de joelhos diante de Santa Taciana, implorando-lhe que perdoasse os seus pecados. Por confessarem-se cristãos, eles foram torturados e executados, recebendo o batismo por sangue.

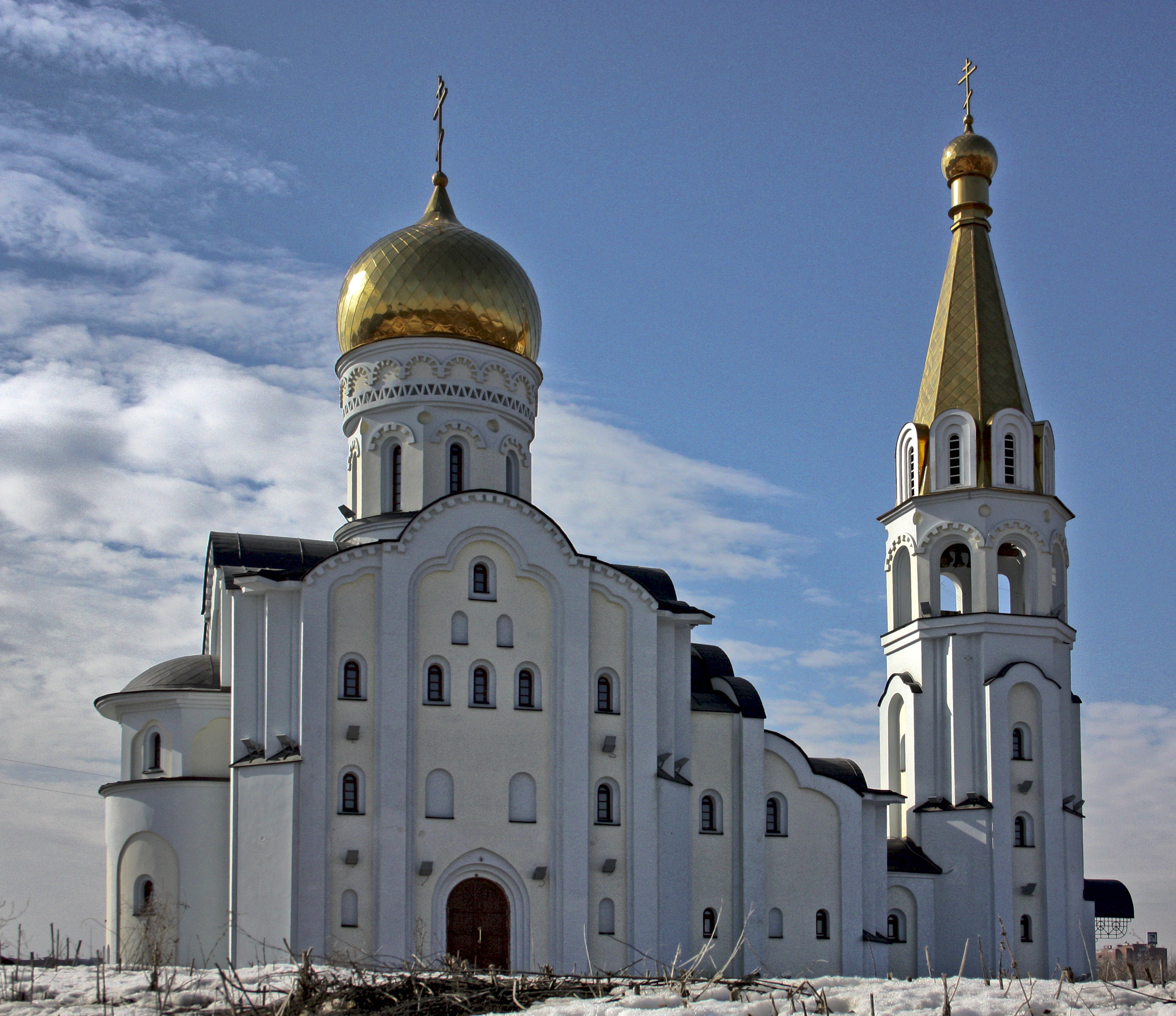
Praça własna, na cidade russa de Samara, Igreja em honra da Mártir Taciana.

No dia seguinte, Santa Taciana foi levada perante o juiz. Ao vê-la completamente curada de suas feridas, ela foi despida e espancada, e seu corpo foi cortado com uma navalha. Uma fragrância maravilhosa encheu o ar, ela foi, então, jogada no chão e espancada por tanto tempo que os servos tiveram que ser substituídos por diversas vezes. Eles ficaram exaustos e diziam que uma força invisível estava lhes batendo com varas de ferro. Na verdade, os anjos afastavam os golpes dirigidos a ela e direcionavam contra os torturadores, fazendo com que nove deles caíssem mortos. Eles então jogaram Taciana na prisão, onde rezou durante toda a noite e cantou louvores ao Senhor com os anjos.
A manhã começou de novo, e Santa Taciana foi levada ao tribunal mais uma vez. Os torturadores viram com espanto que, após tantos tormentos, ela estava completamente sã e ainda mais radiante e bonita do que antes. Eles começaram a importuná-la para oferecer sacrifícios à deusa Diana, a santa pareceu concordar, e eles a levaram para o templo pagão. Santa Taciana fez o sinal da cruz e começou a rezar, de repente, houve um trovão ensurdecedor, e um raio atingiu o ídolo, as oferendas e os sacerdotes pagãos.
Mais uma vez, a mártir foi duramente torturada, ela foi pendurada e lixada com garras de ferro, e seus seios foram cortados. Naquela noite, anjos apareceram para ela na prisão e curaram suas feridas, como antes. No dia seguinte, levaram Santa Taciana ao Coliseu, soltando um leão faminto perto dela, o animal não machucou a santa, mas mansamente lambeu seus pés.
Quando estava sendo levado de volta para sua jaula, o leão matou um dos torturadores, com isso atiraram Taciana no fogo, mas as chamas não a queimavam. Os pagãos, pensando que ela era uma feiticeira, cortaram seus cabelos para tirar os seus poderes mágicos, e trancaram-na no templo de Zeus.
No terceiro dia, os sacerdotes pagãos adentraram ao templo, que pretendam oferecer sacrifício a Zeus. Eles viram o ídolo no chão, quebrado em pedaços, e a Santa Mártir Taciana louvando alegremente ao Senhor Jesus Cristo. O juiz então condenou-a a ser decapitada com uma espada. Seu pai também foi executado com ela, porque ele a havia educado a amar a Cristo.

## Veneração
Taciana é venerada como uma santa, e sua festa é em 12 de janeiro (para aquelas igrejas que seguem o tradicional Calendário Juliano, que atualmente recai sobre 25 de janeiro do moderno Calendário Gregoriano). Os milagres realizados por Santa Taciana se diz ter convertido muitas pessoas para a religião nascente. Santa Taciana é padroeira dos estudantes, na Bielorrússia, Rússia e Ucrânia, o dia de Taciana é também conhecido como "O dia dos alunos".
Em 25 de janeiro 1755, a imperatriz Isabel da Rússia endossada sua petição para estabelecer a Universidade de Moscou. A partir dai 25 de janeiro passa a ser também a data de fundação da universidade. A igreja de Santa Taciana foi construída mais tarde no campus da universidade pela Igreja Ortodoxa Russa, e declarado que Santa Taciana patrona dos estudantes, com o decreto especial do imperador russo Nicolau I. Após a revolução bolchevique de 1917, o dia de Taciana tornou-se comemorado como dia dos estudantes na Rússia em 1995. Santa Taciana é uma das padroeiras da cidade de Roma.